# Tonmi Lillman

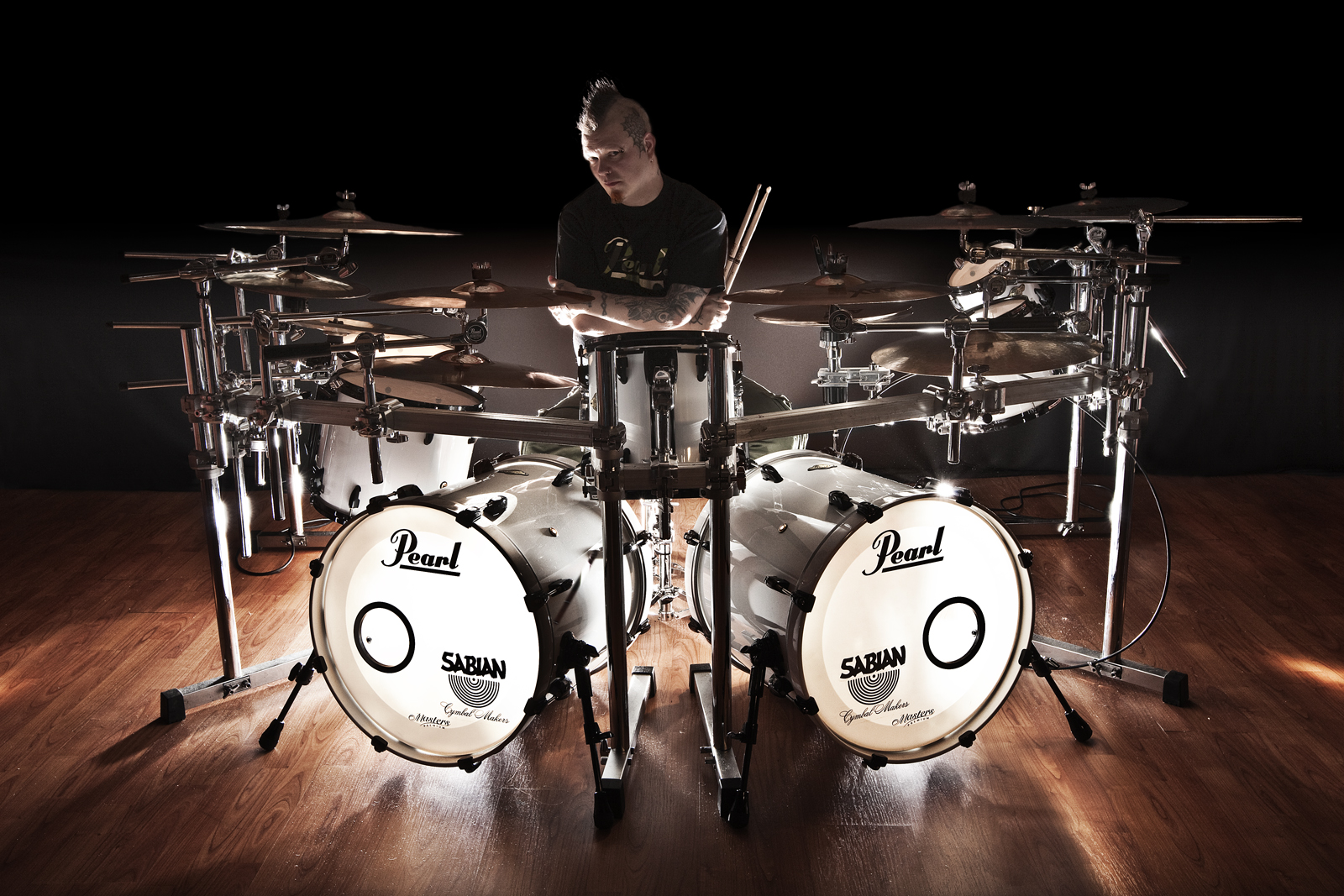
Tonmi Lillman

Tonmi Lillman (* 3. Juni 1973 in Kouvola als Tommi Lillman; † 13. Februar 2012) war ein finnischer Schlagzeuger. Unter dem Pseudonym Otus war er von Oktober 2010 bis zu seinem Tod Mitglied der Rockband Lordi, zuletzt spielte er zudem bei den Bands Vanguard und zusammen mit Alexi Laiho und Vesa Jokinen bei Kylähullut.
Zuvor war er unter anderem Bandmitglied bei Ajattara, Sinergy und To/Die/For und auch als Session-Schlagzeuger für weitere Bands aktiv gewesen. Als Toningenieur arbeitete er unter anderem mit Beherit und MyGRAIN zusammen.
Seinen Geburtsnamen Tommi ließ Lillman im Jahr 2004 in Tonmi ändern. Neben dem Schlagzeug spielte er auch noch E-Bass (z. B. auf den Veröffentlichungen mit Kylähullut), Gitarre und Keyboard.
Am 13. Februar 2012 starb Tonmi Lillman im Alter von 38 Jahren.

## Diskografie

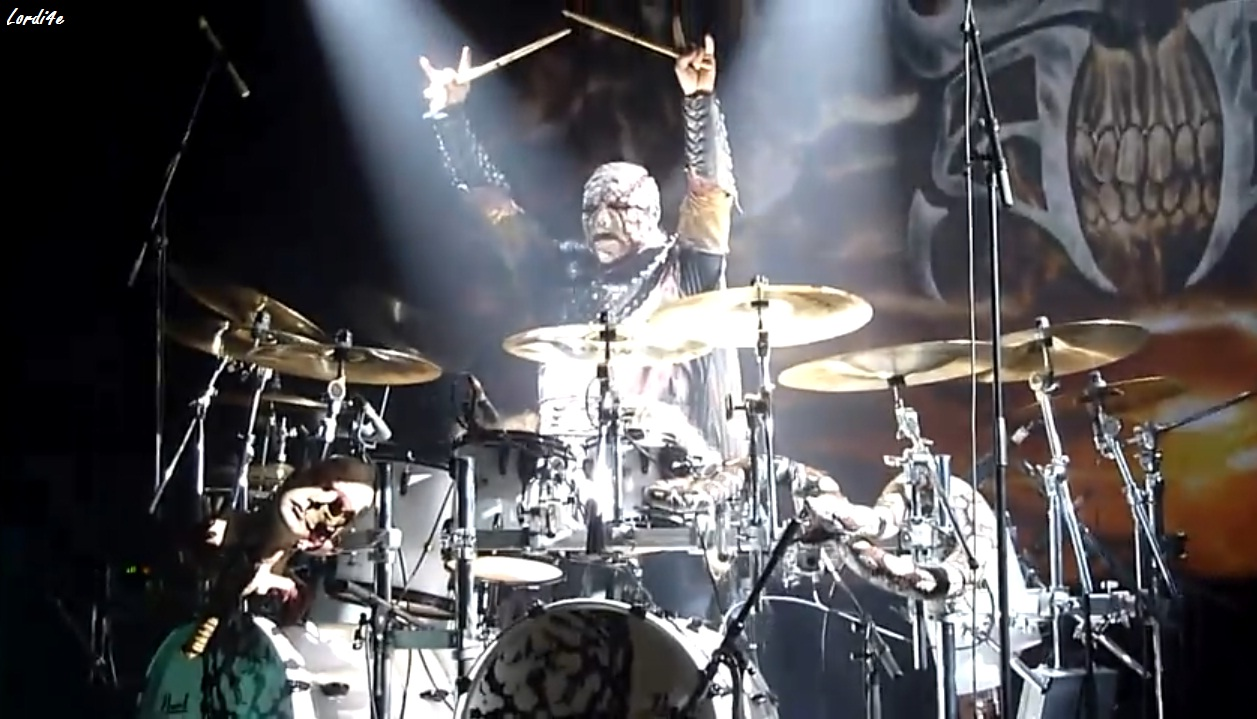
Mit Lordi live in Paris (2010)

Auswahl; nur Studioalben
Mit Ajattara
- 2007: Kalmanto
- 2009: Noitumaa

Mit Kylähullut
- 2005: Turpa Täynnä
- 2007: Peräaukko Sivistyksessä

Mit Sinergy
- 2000: To Hell and Back
- 2002: Suicide By My Side

Mit To/Die/For
- 1999: All Eternity
- 2001: Epilogue
- 2003: Jaded